# Кінематограф Фінляндії
Кінематограф Фінляндії (фін. Suomalainen elokuva, швед. Film i Finland) — кіно, анімаційна та документальна індустрія в Фінляндії.

## Історія
Має довгу історію, початок якої було покладено першим публічним показом, який відбувся в країні в 1896 році. Тоді брати Люм'єри почали показувати фільми в Гельсінкі. До кінця XIX століття знайомство з кінематографом відбулося у всіх куточках країни, і, природно, з'явилася потреба у вітчизняному кіновиробництві. Знадобилося понад десять років, перш ніж перший фінський фільм «Самогонники» (фін. Таємні самогонники) був знятий і показаний в 1907 році. Після цих перших кроків розвиток фінського кінематографа значно сповільнився. Після 1907 було два періоди (1909—1911 та 1917—1918), коли фінські фільми взагалі не показувалися. Почасти це було викликано внутрішньою політичною ситуацією (Фінляндія тоді входила до складу Російської імперії), а частково — впливом зовнішньополітичних факторів.
У 1917 Фінляндія стала Незалежною країною, а в 1918 році в країні почалася Громадянська війна. Фінська кіноіндустрія відродилася лише в 1930-х роках, і за десять років перетворилась в масштабну фабрику розваг. У листопаді 1939 року Друга світова війна знову практично зупинила розвиток фінської кіноіндустрії, проте в ході воєн все-таки вийшло кілька фільмів, які пізніше стали класикою. Ці фільми, наприклад, «Вальс бродяги» (фін. Kulkurin valssi, 1941). Перші серії фільму про сім'ю Суомінена: «Сіміе Суомінени» (фін. Suomisen perhe, 1941); «Віверт Оллі Суомінена» (фін. Suomisen Ollin tempaus, 1942); «Художники Суомінена» (фін. Suomisen taiteilijat, 1943); «Оллі Суомінен закохується» (фін. Suomisen Оллі rakastuu, 1944 р.); «Оллі Суомінен дивує» (фін Suomisen Оллі yllättää, 1945); «Знову ми зустрічаємося з батьківщиною Суомінени» (фіно. Таас tapaamme Suomisen perheen, 1959). Більшість фільмів воєнних років належали до комедійного та романтичного жанрів. Найвідоміші актори того часу були Таун Пал и Анс Іконен, які трималися на вершині успіху до кінця 1950-х років. Найзнаменитішим фільмом стала кінокартина режисера Едвіні Лайне «Невідомі солдати» (фін. Tuntematon sotilas, 1955), знятий за однойменним романом Вяйна Ліннія.
«Невідомі солдати» до цього часу є найпопулярнішим фільмом, що йшов в кінотеатрах Фінляндії. Поступово політична ситуація стабілізувалася, фінське суспільство і його культурне життя почали інтенсивно розвиватися. Виробництво фільмів значно зросло, і кінематограф став важливою частиною життя фінського суспільства. Кульмінація цього розвитку настала незабаром після німого кіно, на рубежі [Архівовано 26 жовтня 2021 у Wayback Machine.] 1940-1950-х років, коли три великі студії стали один за іншим робити фільми й боротися за глядача. У 1950-х роках міжнародне визнання завоювали кінокартини «Білий олень» (1953, режисер Е. Бломберг), «Молочниця Хілья» (1953, режисер Т. Сярккя), «Невідомий солдат» (за романом В. Лінни, 1955, режисер Е. Лайне), «Іосеппіте з Рюсаранта» (1955, режисер Р. Хельстрёй, в прокаті СРСР — «Сухий закон»), «Червона лінія» (1959, режисер М. Каси). У 1952 році засновано Союз кінопрацівників Фінляндії. 
Коли в 1960-х роках відбулися значні зміни, частково через нові політичні тенденції, а подекуди через появу нових способів проводити дозвілля, таких як телевізор, привабливість фільмів стала сходити нанівець, практично всі студії були закриті, а фільми набули виразного політичного звучання або були надто естетично складними для масового глядача. У цей період вийшли фільми молодих режисерів  — Р. Ярви («Щоденник робочого», 1967, «Бензин в жилах», 1970), М. Курквара («Війна щурів», 1968), М. Нісканен («Вісім смертельних куль», 1972), Е. Ківікоскі («Нескорені брати», 1969, в прокаті СРСР — «Брати», «Постріл на заводі», 1973) і ін. Ряд екранізацій здійснено режисером Е. Лайне (за творами В. Лінна — «Тут, під північною зіркою …», 1968, «Аксель і Еліна», 1970, і ін.). Найгірший рік в історії кінематографа Фінляндії став 1974, коли було знято тільки дві нові кінокартини. Деякі режисери були проти такого перебігу подій і продовжували знімати кіно для широкого глядача, відкриті до суворої критики, проте мали широкий успіх. Один з таких режисерів — Пертті Пасанен. Для нього виробництво фільмів було частиною способу життя. Він знімав дуже швидко і працював з постійним акторським і творчим колективом.
Положення кінематографа у 1980-х роках було нестабільним. З одного боку, саме в цей час фінські фільми досягли міжнародного успіху. Ренні Харлін почав голлівудську кар'єру і став режисером великих кінопроєктів. Брати Каурісмякі також домоглися міжнародного визнання. Кінокартини Акі Каурісмякі завоювали особливу популярність у Франції та Німеччині, а його фільми були відзначені нагородами багатьох кінофестивалів: наприклад, на Каннському кінофестивалі фільм «Людина без минулого» (фін. Міс vailla menneisyyttä, 2002) отримав Гран-прі і став, ймовірно, найбільш визнаним фінським фільмом. У 1980-ті роки кіновиробництво було досить активним, але середні показники популярності фільмів були не на висоті.

## Сучасне становище
Інтерес до фінських фільмів відродився тільки в 1990-ті роки, частково під впливом нового покоління кінематографістів, які принесли нові ідеї, почасти тому, що комерційні кінопроєкти почали отримувати підтримку з боку урядових фондів.
У 2000-ні роки деякі фільми та режисери домоглися міжнародного успіху, і багато фільмів отримали хороші відгуки глядачів і критиків. Сьогодні щорічно знімається близько 15-20 фінських повнометражних художніх фільмів, а фінський кінематограф освоює нові форми під впливом таких жанрів, як бойовик і уся. 
У 2014 році короткометражний фільм «Невже мені доведеться все робити самій?» Фінського режисера Селма Вілхунена був номінований на премію Оскар.